# كريستيان كيتوف
كريستيان كيتوف (بالبلغارية: Кристиян Китов)‏ (14 أكتوبر 1996 بصوفيا في بلغاريا - ) هو لاعب كرة قدم بلغاري في مركز الوسط. لعب مع نادي لودوغورتس رازغراد ولودوغورتس رازغاردز II ‏.

## روابط خارجية
- كريستيان كيتوف على موقع قاعدة بيانات كرة القدم.إي يو (الإنجليزية)
- كريستيان كيتوف على موقع Soccerway.com (الإنجليزية)
- كريستيان كيتوف على موقع AS.com (الإسبانية)